# SA-315
La SA-315 es una carretera de titularidad de la Junta de Castilla y León (España) que discurre por la provincia de Salamanca entre las localidades de La Fuente de San Esteban y Almendra. Pertenece a la Red Complementaria Preferente de la administración autonómica. Pasa por las localidades salmantinas de La Fuente de San Esteban, El Cubo de Don Sancho, Traguntía, Vitigudino y Trabanca.

## Historia

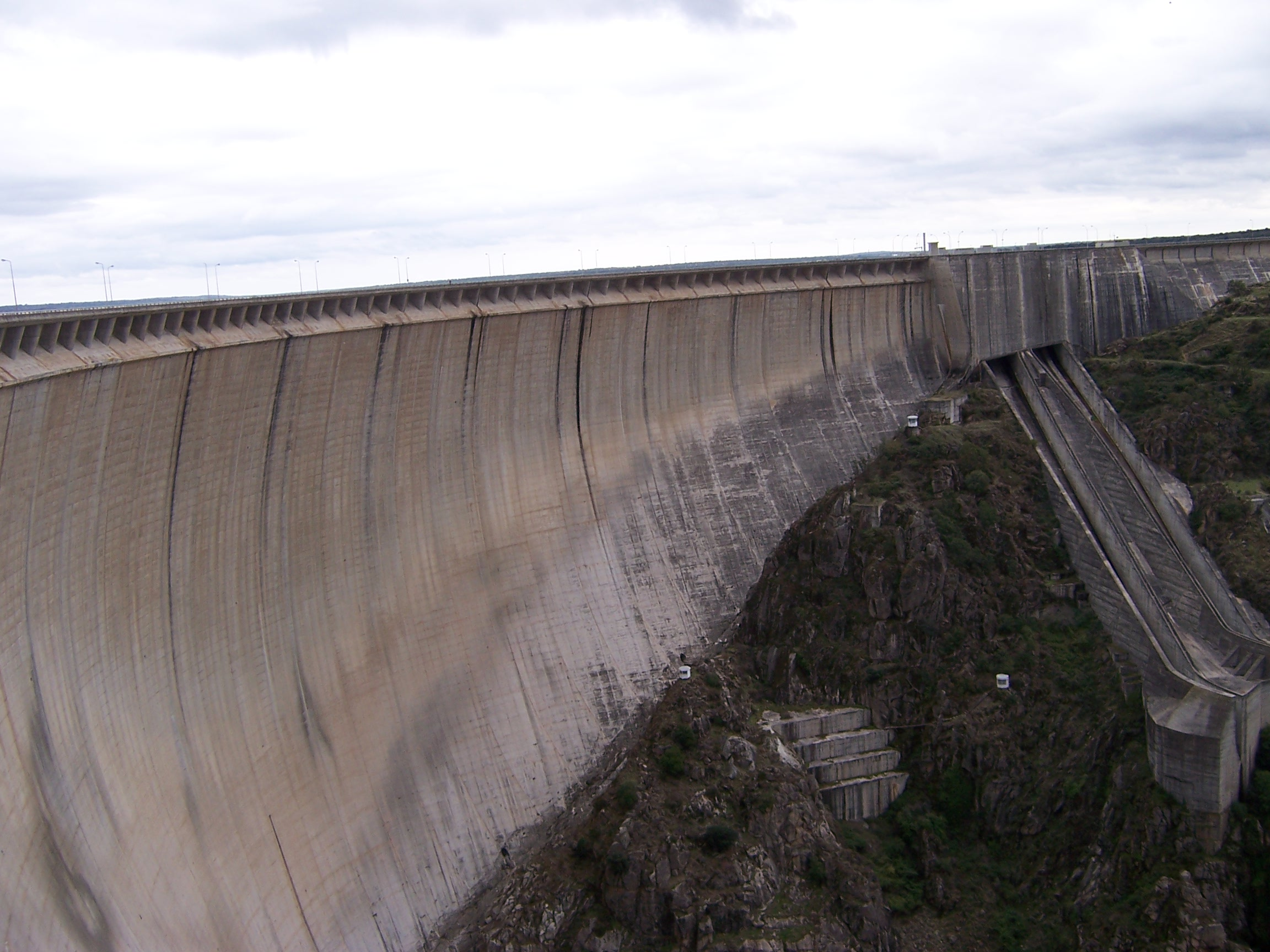
Presa de Almendra, final de la SA-315.

Antiguamente esta carretera estaba dividida en tres tramos con las siguientes denominaciones:
- C-525  que corresponde con el tramo que va de la carretera  N-620  a Trabanca ( SA-316 ) (a)
- SA-303  que corresponde con el tramo que va de Trabanca ( SA-316 ) a Almendra ( SA-302 )(b)
- SA-334  que corresponde con el tramo que va de Almendra ( SA-302 ) a L. P. Zamora.

(a) Este tramo es el segundo de los cuatro que conformaban la antigua C-525. Los otros tres tramos son actualmente denominados como  SA-215 ,  SA-316  y  ZA-316 

(b) Este es el último de los dos tramos que conformaban la antigua SA-303. El otro tramo es actualmente denominado como  SA-302 .
Por esto en algunos navegadores y algunos mapas dependiendo del tramo puede aparecer esta carretera como  C-525 ,  CL-525 ,  SA-303  o  SA-334 

## Recorrido
La carretera  SA-315  tiene su origen en la intersección con las carreteras  N-620  y  SA-215  en la localidad de Las Cantinas y termina en Almendra en el límite con la Provincia de Zamora, continuando su recorrido la carretera  ZA-315  formando parte de la Red de carreteras de Salamanca.

### DeN-620/SA-215aCL-517
| Las Cantinas (Intersección con ) - Vitigudino (Intersección con ) | Las Cantinas (Intersección con ) - Vitigudino (Intersección con ) | Las Cantinas (Intersección con ) - Vitigudino (Intersección con ) | Las Cantinas (Intersección con ) - Vitigudino (Intersección con ) | Las Cantinas (Intersección con ) - Vitigudino (Intersección con ) | Las Cantinas (Intersección con ) - Vitigudino (Intersección con ) | Las Cantinas (Intersección con ) - Vitigudino (Intersección con ) | Las Cantinas (Intersección con ) - Vitigudino (Intersección con ) | Las Cantinas (Intersección con ) - Vitigudino (Intersección con ) | Las Cantinas (Intersección con ) - Vitigudino (Intersección con ) | Las Cantinas (Intersección con ) - Vitigudino (Intersección con ) |
| Esquema                                                           | PK                                                                | Sentido L.P. Zamora                                               | Sentido L.P. Zamora                                               | Sentido L.P. Zamora                                               | Sentido L.P. Zamora                                               | Sentido Las Cantinas                                              | Sentido Las Cantinas                                              | Sentido Las Cantinas                                              | Sentido Las Cantinas                                              | Incidencias                                                       |
| Esquema                                                           | PK                                                                | Velocidad                                                         | Elemento                                                          | Salida                                                            | Salida                                                            | Salida                                                            | Salida                                                            | Elemento                                                          | Velocidad                                                         | Incidencias                                                       |
| Esquema                                                           | PK                                                                | Velocidad                                                         | Elemento                                                          | Dir.                                                              | Nombre                                                            | Nombre                                                            | Dir.                                                              | Elemento                                                          | Velocidad                                                         | Incidencias                                                       |
| ----------------------------------------------------------------- | ----------------------------------------------------------------- | ----------------------------------------------------------------- | ----------------------------------------------------------------- | ----------------------------------------------------------------- | ----------------------------------------------------------------- | ----------------------------------------------------------------- | ----------------------------------------------------------------- | ----------------------------------------------------------------- | ----------------------------------------------------------------- | ----------------------------------------------------------------- |
|                                                                   | 0,0                                                               |                                                                   |                                                                   |                                                                   | Martín de Yeltes                                                  | Martín de Yeltes                                                  |                                                                   |                                                                   |                                                                   |                                                                   |
|                                                                   | 0,0                                                               | Cabrillas Tamames Todas direcciones                               |                                                                   |                                                                   |                                                                   |                                                                   |                                                                   |                                                                   |                                                                   |                                                                   |
|                                                                   | 0,0                                                               | Boadilla                                                          |                                                                   |                                                                   |                                                                   |                                                                   |                                                                   |                                                                   |                                                                   |                                                                   |
|                                                                   | 0,0                                                               |                                                                   |                                                                   | Las Cantinas                                                      | Las Cantinas                                                      | Las Cantinas                                                      | Las Cantinas                                                      |                                                                   |                                                                   |                                                                   |
|                                                                   | 0,3                                                               |                                                                   |                                                                   | FF.CC. Salamanca - Vilar Formoso                                  | FF.CC. Salamanca - Vilar Formoso                                  | FF.CC. Salamanca - Vilar Formoso                                  | FF.CC. Salamanca - Vilar Formoso                                  |                                                                   |                                                                   |                                                                   |
|                                                                   | 0,6                                                               |                                                                   |                                                                   |                                                                   | Estación de FF. CC. La Fuente de San Esteban Boadilla             | Estación de FF. CC. La Fuente de San Esteban Boadilla             |                                                                   |                                                                   |                                                                   |                                                                   |
|                                                                   | 1,2                                                               |                                                                   |                                                                   | LA FUENTE DE SAN ESTEBAN                                          | LA FUENTE DE SAN ESTEBAN                                          | LA FUENTE DE SAN ESTEBAN                                          | LA FUENTE DE SAN ESTEBAN                                          |                                                                   |                                                                   |                                                                   |
|                                                                   | 1,7                                                               |                                                                   |                                                                   | LA FUENTE DE SAN ESTEBAN                                          | LA FUENTE DE SAN ESTEBAN                                          | LA FUENTE DE SAN ESTEBAN                                          | LA FUENTE DE SAN ESTEBAN                                          |                                                                   |                                                                   |                                                                   |
|                                                                   | 1,9                                                               |                                                                   |                                                                   |                                                                   | Buenamadre Ledesma                                                | Buenamadre Ledesma                                                |                                                                   |                                                                   |                                                                   |                                                                   |
|                                                                   | 1,9                                                               | Boada Cerralbo                                                    |                                                                   |                                                                   |                                                                   |                                                                   |                                                                   |                                                                   |                                                                   |                                                                   |
|                                                                   | 12,6                                                              |                                                                   |                                                                   | El Cubo de Don Sancho                                             | El Cubo de Don Sancho                                             | El Cubo de Don Sancho                                             | El Cubo de Don Sancho                                             |                                                                   |                                                                   |                                                                   |
|                                                                   | 14,0                                                              |                                                                   |                                                                   | Río Huebra                                                        | Río Huebra                                                        | Río Huebra                                                        | Río Huebra                                                        |                                                                   |                                                                   |                                                                   |
|                                                                   | 14,2                                                              |                                                                   |                                                                   | Cipérez                                                           | Cipérez                                                           | Cipérez                                                           | Cipérez                                                           |                                                                   |                                                                   |                                                                   |
|                                                                   | 18,4                                                              |                                                                   |                                                                   | Pozos de Hinojo                                                   | Pozos de Hinojo                                                   | Pozos de Hinojo                                                   | Pozos de Hinojo                                                   |                                                                   |                                                                   |                                                                   |
|                                                                   | 22,4                                                              |                                                                   |                                                                   | Traguntía                                                         | Traguntía                                                         | Traguntía                                                         | Traguntía                                                         |                                                                   |                                                                   |                                                                   |
|                                                                   | 27,4                                                              |                                                                   |                                                                   | Polígono Agroalimentario Moronta                                  | Polígono Agroalimentario Moronta                                  | Polígono Agroalimentario Moronta                                  | Polígono Agroalimentario Moronta                                  |                                                                   |                                                                   |                                                                   |
|                                                                   | 30,1                                                              |                                                                   |                                                                   | VITIGUDINO                                                        | VITIGUDINO                                                        | VITIGUDINO                                                        | VITIGUDINO                                                        |                                                                   |                                                                   |                                                                   |
|                                                                   | 30,2                                                              |                                                                   |                                                                   |                                                                   | Trabanca Todas Direcciones                                        | Trabanca Todas Direcciones                                        |                                                                   |                                                                   |                                                                   |                                                                   |
|                                                                   | 30,2                                                              | Centro Urbano                                                     |                                                                   |                                                                   |                                                                   |                                                                   |                                                                   |                                                                   |                                                                   |                                                                   |
|                                                                   | 30,2                                                              | La Fuente de San Esteban                                          |                                                                   |                                                                   |                                                                   |                                                                   |                                                                   |                                                                   |                                                                   |                                                                   |
|                                                                   | 30,6                                                              |                                                                   |                                                                   |                                                                   | Villar de Peralonso Salamanca                                     | Villar de Peralonso Salamanca                                     |                                                                   |                                                                   |                                                                   |                                                                   |
|                                                                   | 30,6                                                              | Lumbrales Trabanca                                                |                                                                   |                                                                   |                                                                   |                                                                   |                                                                   |                                                                   |                                                                   |                                                                   |
|                                                                   | 30,6                                                              | La Fuente de San Esteban                                          |                                                                   |                                                                   |                                                                   |                                                                   |                                                                   |                                                                   |                                                                   |                                                                   |

### DeCL-517a L.P. Zamora
| Vitigudino (Intersección con ) - L.P. Zamora (Continuación por ) | Vitigudino (Intersección con ) - L.P. Zamora (Continuación por ) | Vitigudino (Intersección con ) - L.P. Zamora (Continuación por ) | Vitigudino (Intersección con ) - L.P. Zamora (Continuación por ) | Vitigudino (Intersección con ) - L.P. Zamora (Continuación por ) | Vitigudino (Intersección con ) - L.P. Zamora (Continuación por ) | Vitigudino (Intersección con ) - L.P. Zamora (Continuación por ) | Vitigudino (Intersección con ) - L.P. Zamora (Continuación por ) | Vitigudino (Intersección con ) - L.P. Zamora (Continuación por ) | Vitigudino (Intersección con ) - L.P. Zamora (Continuación por ) | Vitigudino (Intersección con ) - L.P. Zamora (Continuación por ) |
| Esquema                                                          | PK                                                               | Sentido L.P. Zamora                                              | Sentido L.P. Zamora                                              | Sentido L.P. Zamora                                              | Sentido L.P. Zamora                                              | Sentido Las Cantinas                                             | Sentido Las Cantinas                                             | Sentido Las Cantinas                                             | Sentido Las Cantinas                                             | Incidencias                                                      |
| Esquema                                                          | PK                                                               | Velocidad                                                        | Elemento                                                         | Salida                                                           | Salida                                                           | Salida                                                           | Salida                                                           | Elemento                                                         | Velocidad                                                        | Incidencias                                                      |
| Esquema                                                          | PK                                                               | Velocidad                                                        | Elemento                                                         | Dir.                                                             | Nombre                                                           | Nombre                                                           | Dir.                                                             | Elemento                                                         | Velocidad                                                        | Incidencias                                                      |
| ---------------------------------------------------------------- | ---------------------------------------------------------------- | ---------------------------------------------------------------- | ---------------------------------------------------------------- | ---------------------------------------------------------------- | ---------------------------------------------------------------- | ---------------------------------------------------------------- | ---------------------------------------------------------------- | ---------------------------------------------------------------- | ---------------------------------------------------------------- | ---------------------------------------------------------------- |
|                                                                  | 31,7                                                             |                                                                  |                                                                  |                                                                  | Trabanca                                                         | Trabanca                                                         |                                                                  |                                                                  |                                                                  |                                                                  |
|                                                                  | 31,7                                                             | Cerralbo Lumbrales                                               |                                                                  |                                                                  |                                                                  |                                                                  |                                                                  |                                                                  |                                                                  |                                                                  |
|                                                                  | 31,7                                                             | Centro Urbano                                                    |                                                                  |                                                                  |                                                                  |                                                                  |                                                                  |                                                                  |                                                                  |                                                                  |
|                                                                  | 31,7                                                             | Villar de Peralonso Salamanca La Fuente de San Esteban           |                                                                  |                                                                  |                                                                  |                                                                  |                                                                  |                                                                  |                                                                  |                                                                  |
|                                                                  | 32,0                                                             |                                                                  |                                                                  | VITIGUDINO                                                       | VITIGUDINO                                                       | VITIGUDINO                                                       | VITIGUDINO                                                       |                                                                  |                                                                  |                                                                  |
|                                                                  | 33,7                                                             |                                                                  |                                                                  | Majuges                                                          | Majuges                                                          | Majuges                                                          | Majuges                                                          |                                                                  |                                                                  |                                                                  |
|                                                                  | 40,0                                                             |                                                                  |                                                                  | Sanchón de la Ribera Carrasco                                    | Sanchón de la Ribera Carrasco                                    | Sanchón de la Ribera Carrasco                                    | Sanchón de la Ribera Carrasco                                    |                                                                  |                                                                  |                                                                  |
|                                                                  | 40,6                                                             |                                                                  |                                                                  | Sanchón de la Ribera                                             | Sanchón de la Ribera                                             | Sanchón de la Ribera                                             | Sanchón de la Ribera                                             |                                                                  |                                                                  |                                                                  |
|                                                                  | 40,6                                                             |                                                                  |                                                                  | Rivera de Sanchón                                                | Rivera de Sanchón                                                | Rivera de Sanchón                                                | Rivera de Sanchón                                                |                                                                  |                                                                  |                                                                  |
|                                                                  | 42,1                                                             |                                                                  |                                                                  | Robledo Hermoso Villar de Samaniego                              | Robledo Hermoso Villar de Samaniego                              | Robledo Hermoso Villar de Samaniego                              | Robledo Hermoso Villar de Samaniego                              |                                                                  |                                                                  |                                                                  |
|                                                                  | 42,9                                                             |                                                                  |                                                                  | Robledo Hermoso                                                  | Robledo Hermoso                                                  | Robledo Hermoso                                                  | Robledo Hermoso                                                  |                                                                  |                                                                  |                                                                  |
|                                                                  | 49,2                                                             |                                                                  |                                                                  | Ahigal de Villarino Brincones                                    | Ahigal de Villarino Brincones                                    | Ahigal de Villarino Brincones                                    | Ahigal de Villarino Brincones                                    |                                                                  |                                                                  |                                                                  |
|                                                                  | 57,3                                                             |                                                                  |                                                                  | TRABANCA                                                         | TRABANCA                                                         | TRABANCA                                                         | TRABANCA                                                         |                                                                  |                                                                  |                                                                  |
|                                                                  | 57,5                                                             |                                                                  |                                                                  | Cabeza de Framontanos                                            | Cabeza de Framontanos                                            | Cabeza de Framontanos                                            | Cabeza de Framontanos                                            |                                                                  |                                                                  |                                                                  |
|                                                                  | 57,8                                                             |                                                                  |                                                                  |                                                                  | Presa de Almendra Almendra Ledesma                               | Presa de Almendra Almendra Ledesma                               |                                                                  |                                                                  |                                                                  |                                                                  |
|                                                                  | 57,8                                                             | Fermoselle                                                       |                                                                  |                                                                  |                                                                  |                                                                  |                                                                  |                                                                  |                                                                  |                                                                  |
|                                                                  | 57,8                                                             | Villarino de los Aires                                           |                                                                  |                                                                  |                                                                  |                                                                  |                                                                  |                                                                  |                                                                  |                                                                  |
|                                                                  | 57,8                                                             | Vitigudino La Fuente de San Esteban                              |                                                                  |                                                                  |                                                                  |                                                                  |                                                                  |                                                                  |                                                                  |                                                                  |
|                                                                  | 57,9                                                             |                                                                  |                                                                  | TRABANCA                                                         | TRABANCA                                                         | TRABANCA                                                         | TRABANCA                                                         |                                                                  |                                                                  |                                                                  |
|                                                                  | 58,0                                                             |                                                                  |                                                                  |                                                                  | Fermoselle                                                       | Fermoselle                                                       |                                                                  |                                                                  |                                                                  |                                                                  |
|                                                                  | 60,7                                                             |                                                                  |                                                                  |                                                                  | Presa de Almendra Cibanal                                        | Presa de Almendra Cibanal                                        |                                                                  |                                                                  |                                                                  |                                                                  |
|                                                                  | 60,7                                                             | Almendra Ledesma                                                 |                                                                  |                                                                  |                                                                  |                                                                  |                                                                  |                                                                  |                                                                  |                                                                  |
|                                                                  | 60,7                                                             | Trabanca Vitigudino                                              |                                                                  |                                                                  |                                                                  |                                                                  |                                                                  |                                                                  |                                                                  |                                                                  |
|                                                                  | 64,1                                                             |                                                                  |                                                                  | Presa de Almendra Río Tormes                                     | Presa de Almendra Río Tormes                                     | Presa de Almendra Río Tormes                                     | Presa de Almendra Río Tormes                                     |                                                                  |                                                                  |                                                                  |
| 66,8                                                             |                                                                  |                                                                  |                                                                  | Presa de Almendra Río Tormes                                     | Presa de Almendra Río Tormes                                     | Presa de Almendra Río Tormes                                     | Presa de Almendra Río Tormes                                     |                                                                  |                                                                  |                                                                  |
|                                                                  | 66,835                                                           |                                                                  |                                                                  | Cibanal Fermoselle Zamora                                        | Cibanal Fermoselle Zamora                                        | Cibanal Fermoselle Zamora                                        | Cibanal Fermoselle Zamora                                        |                                                                  |                                                                  |                                                                  |